# Europop (programma televisivo)
Europop è stato un programma televisivo d'intrattenimento, viaggi e musica andato in onda su Raidue dall'8 marzo al 1º agosto 1992 per 19 puntate complessive. Le prime 13 puntate (fino al 14 giugno compreso) andarono in onda di domenica, mentre le rimanenti 6 (dal 27 giugno in poi) furono collocate al sabato; l'orario di messa in onda è spesso variato, dapprima intorno alle 17:00/18:20, fino alle 14:30/16:00 delle ultime 8 puntate.

## Il programma
Nato dagli stessi autori di Rock Cafè, il progetto intendeva celebrare l'avvento dell'Unione europea con una trasmissione itinerante di taglio giovanile, che illustrasse le principali città del continente, comprese quelle italiane, attraverso i principali monumenti e i luoghi simbolo.
Da qui l'idea di un autobus a due piani tipicamente londinese, appositamente decorato in perfetto stile pop art dal writer Thierry Noir, che serviva sia da logo del programma, quanto da filo rosso per i vari spostamenti fisici della troupe.
I temi trattati in ogni puntata erano il Mondo giovanile dei ragazzi europei, il loro stile di vita e in particolare il loro rapporto con la Musica (soprattutto pop): per ogni città visitata figuravano infatti estratti di esibizioni ed interviste ad artisti locali emergenti.
Ad ogni nuovo episodio veniva mostrata la classifica dei singoli più venduti in Europa nella settimana precedente.
Elisa Jane Satta, al tempo nota veejay di Videomusic, conduceva il programma con la partecipazione fissa di Leonardo Pieraccioni, che con i suoi sketch fungeva da "contraltare" allo stile più convenzionale della presentatrice; il comico fiorentino al tempo era da poco "reduce" dalla Gara tra giovani talenti, all'interno di Fantastico 12, dove era giunto secondo.
La sigla animata, accompagnata dalle note di Magical Mystery Tour dei Beatles, mostrava l'autobus spostarsi, sopra una cartina geografica raffigurante il continente europeo, da una città all'altra protagoniste del programma e rappresentate da un monumento celebre distintivo. La puntata numero 19 fu una antologia dei momenti migliori della trasmissione.
Oltre a quello degli autori, va sottolineato il contributo aggiuntivo ai testi, da parte di Domenico Costanzo, all'epoca collaboratore fisso di Pieraccioni. Inoltre merita citare la 13ª puntata (14 giugno 1992), ambientata a Genova. Qui il futuro autore de Il ciclone realizzò un intervento ironico, a metà tra un'intervista ed un assalto verbale, fuori dal cancello principale dell'abitazione di Beppe Grillo. Da qui egli urlò, intimando al comico genovese di uscire per mostrarsi alle telecamere e pregandolo di fare presto ritorno in televisione; l'altro replicò senza mostrarsi, ma facendo udire soltanto la sua voce dalle persiane abbassate, prima gridando agli scocciatori di lasciarlo in pace, poi lanciando nuove "frecciate" a quanti avevano deciso il suo allontanamento dai teleschermi.